# Zuid-Hoflandsche Poldermolen
De Zuid-Hoflandsche Poldermolen (ook wel bekend als Kerkmolen) was een wipmolen in Voorschoten. De molen stond aan de Vliet ter hoogte van de Sint-Laurentiuskerk.
Het precieze bouwjaar van de molen is onbekend, de eerste vermelding is op een kaart van het Hoogheemraadschap van Rijnland uit 1647. De functie van de molen was het bemalen van de Zuid-Hoflandsche Polder, in 1927 werd deze functie overgenomen door een gemaal met elektromotor en is de molen afgebroken.